# Кучумбетово
Кучумбетово — село в Перелюбском районе Саратовской области, административный центр сельского поселения Кучумбетовское муниципальное образование.
Население — 266 (2010)
Глава администрации  — с 2012 года Бикбаев Радик Фаритович.

## История
Первоначально известно как деревня Кочумбетова. На карте земель Оренбургского, Уральского и Башкирского казачьих войск 1858 года деревня Кузембетова в границах Башкирского отделения Уральского казачьего войска
Согласно Списку населённых мест Самарской губернии, по сведениям за 1889 год, деревня Кочумбетова относилась к Кузябаевской волости Николаевского уезда. Земельный надел составлял 6169 десятины удобной и 1179 десятин неудобной земли. Деревню населяли башкиры, магометане, всего 306 жителей.
Согласно Списку населённых мест Самарской губернии 1910 года в деревне проживали 197 мужчина и 153 женщины, в деревне имелись мечеть, школа.

## Физико-географическая характеристика
Село находится в Заволжье, на правом берегу реки Камелик, напротив устья реки Таловая. Высота центра населённого пункта - 50 метров над уровнем моря. Рельеф местности равнинный. Почвы: в пойме Камелика - пойменные нейтральные и слабокислые, выше поймы - тёмно-каштановые.
По автомобильным дорогам расстояние до районного центра села Перелюб - 19 км, до областного центра города Саратова - 370 км. Ближайший населённый пункт - деревня Николаевка расположена на противоположном берегу Камелика.
Часовой пояс
Кучумбетово, как и вся Саратовская область, находится в часовой зоне МСК+1. Смещение применяемого времени относительно UTC составляет +4:00.

## Население
Динамика численности населения по годам:
| Годы      | 1889 | 1897 | 1910 | 2002 |
| --------- | ---- | ---- | ---- | ---- |
| Население | 306  | 349  | 350  | 385  |

| 2002 | 2010 |
| ---- | ---- |
| 385  | ↘266 |

Национальный состав
Согласно результатам переписи 2002 года, в национальной структуре населения башкиры составляли 77 % (из 385 жителей).

## Религия
Мечети
- Мечеть